# 讚岐津田站
讚岐津田站（日语：／ Sanuki-tsuda eki */?）是位於日本香川縣讚岐市津，隸屬於四國旅客鐵道（JR四國）的鐵路車站。車站編號為T15。本站是部份特急列車「渦潮」的停車站，每天共有14班特急列車停靠。而本站在2010年9月1日因精簡架構而被降為無人站。
車站附近同時座落了讚岐市立津田小學、中學及高校，因此使本站累積大量的通學乘客，期平均使用人數也比附近的車站多。

## 車站結構
本站的站房為單層的木製站房，規模與引田站站舍相近。站內設有原站務室、候車室、商店、自動售票機及洗手間。其中站務室在無人化前由三本松站派員前來當值的，營業時間只限平日的早上時段。無人化後站務室便處於閉鎖狀態。至於車站內的商店原本屬於站務室，1990年代翻新時，將大部份改為商品，只將近驗票閘口部份留作站務室，而車站通往候車大廳的玄關位亦有所調整。改裝後商店由JR四國另一子公司－麵包店Willie Winkie進駐，但亦在數年前已經結業。現時商店也是空置中。
站內設有側式月台及島式月台各1個，共提供2面3線的配置，月台有效長度為6輛。位於站房旁邊的側式月台為1號月台，是副本線，亦是下行列車較常使用的月台；島式月台中央位置為2號月台，是高德線主軌道，也是上行列車的主軌道，和通過列車所使用的路軌；最遠的3號月台為側線，供上行列車需要避車時使用。月台和站房間以行人天橋連接，位於末端向造田站方向。而島式月台近天橋口則設有有蓋候車亭。至於1號月台末端向鶴羽站方向，設有少見的保線側線及車庫。可以停泊工程車輛而不讓它受日晒雨淋的影響。兩邊離站後，均設有緊急停車軌及轉轍器。

### 月台配置
| 月台 | 路線    | 方向 | 目的地                             | 備註                                   |
| ---- | ------- | ---- | ---------------------------------- | -------------------------------------- |
| 1    | ■高德線 | 下行 | 三本松、引田、德島、阿南、牟岐方向 |                                        |
| 2    | ■高德線 | 上行 | 高松、岡山方向                     | 特急及普通列車停車站、通過列車使用路段 |
| 3    | ■高德線 | 上行 | 高松方向                           | 普通列車待避之用                       |

## 歷史
- 1926年3月21日：隨高德線延伸而開業，為終點站。
- 1928年4月15日：路線延伸至引田站，改為中途站。
- 1987年4月1日：日本國鐵分割民營化，車站的營運由JR四國繼承。
- 2010年9月1日：因應業務重組，無人化。

## 歷年乘客人數
| 乘車人員推算 | 乘車人員推算 | 乘車人員推算 |
| 年度         | 1日平均人數  |              |
| ------------ | ------------ | ------------ |
| 2002         | 618          |              |
| 2003         | 621          |              |
| 2004         | 595          |              |
| 2005         | 606          |              |
| 2006         | 606          |              |
| 2007         | 581          |              |
| 2008         | 566          |              |
| 2009         | 540          |              |
| 2010         | 512          |              |
| 2011         | 514          |              |
| 2012         | 513          |              |
| 2013         | 517          |              |

## 相鄰車站
※一部分停靠此站的特急「渦潮」的相鄰停靠站參見列車條目。
四國旅客鐵道（JR四國）
■高德線
神前（T16）－讚岐津田（T15）－鶴羽（T14）